# На слово, на слово (ТВ серија из 1963)
„На слово, на слово” је југословенска телевизијска серија снимљена 1963. године у продукцији Телевизије Београд.

## Епизоде
| Сезона | Епизода | Назив | Датум              |
| ------ | ------- | ----- | ------------------ |
| 1      | 1       | /     | 16.октобра 1963.   |
| 1      | 2       | /     | 30.октобра 1963.   |
| 1      | 3       | /     | 13.новембра 1963.  |
| 1      | 4       | /     | 27.новембра 1963.  |
| 1      | 5       | /     | 11.децембра 1963.  |
| 1      | 6       | /     | 25.децембра 1963.  |
| 1      | 7       | /     | 8. јануара 1964.   |
| 1      | 8       | /     | 5. фебруара 1964.  |
| 1      | 9       | /     | 19. фебруара 1964. |
| 1      | 10      | /     | 5. марта 1964.     |
| 1      | 11      | /     | 19. марта 1964.    |
| 1      | 12      | /     | 9. априла 1964.    |
| 1      | 13      | /     | 16. априла 1964.   |
| 1      | 14      | /     | 23. априла 1964.   |
| 1      | 20      | /     | 4. јуна 1964.      |

## Улоге
| Глумац                     | Улога                     |
| -------------------------- | ------------------------- |
| Љубиша Бачић               | Баја (15 еп. 1963-1964)   |
| Милутин Бутковић           | Остоја (15 еп. 1963-1964) |
| Дејан Дубајић              | (15 еп. 1963-1964)        |
| Драган Лаковић             | (15 еп. 1963-1964)        |
| Павле Минчић               | Паја (15 еп. 1963-1964)   |
| Властимир Ђуза Стојиљковић | Ђуза (15 еп. 1963-1964)   |
| Милутин Мића Татић         | Мића (15 еп. 1963-1964)   |
| Миливоје Мића Томић        | (15 еп. 1963-1964)        |
| Лола Новаковић             | Лола (14 еп. 1963-1964)   |
| Милан Срдоч                | (14 еп. 1963-1964)        |
| Божидар Павићевић Лонга    | (5 еп. 1963-1964)         |
| Виктор Старчић             | Виктор (2 еп. 1963-1964)  |
| Раде Марковић              | Раде (2 еп. 1964)         |
| Јованка Бјегојевић         | Јованка (1 еп. 1963)      |
| Дара Чаленић               | Дара (1 еп. 1964)         |
| Стјепан Џими Станић        | (1 еп. 1964)              |
| Миодраг Петровић Чкаља     | Чкаља (1 еп. 1964)        |
| Славко Симић               | Славко (1 еп. 1964)       |

 Остале улоге ▼
| Глумац              | Улога                   |
| ------------------- | ----------------------- |
| Власта Велисављевић | (1 еп. 1964)            |
| Мирослав Бијелић    | (непознат број епизода) |
| Татјана Лукјанова   | (непознат број епизода) |
| Добрила Матић       | (непознат број епизода) |
| Бранка Митић        | (непознат број епизода) |
| Милан Панић         | (непознат број епизода) |

Комплетна ТВ екипа ▼
| Редитељ    | Вера Белогрлић     | (15 еп. 1963—1964)      |
| Сценариста | Александар Поповић | (6 еп. 1963)            |
| Сценариста | Душан Радовић      | (9 еп. 1964)            |
| Композитор | Миодраг Илић Бели  | (непознат број епизода) |
| Сценограф  | Гордана Поповић    | (непознат број епизода) |